# Sachsen-Eisenach

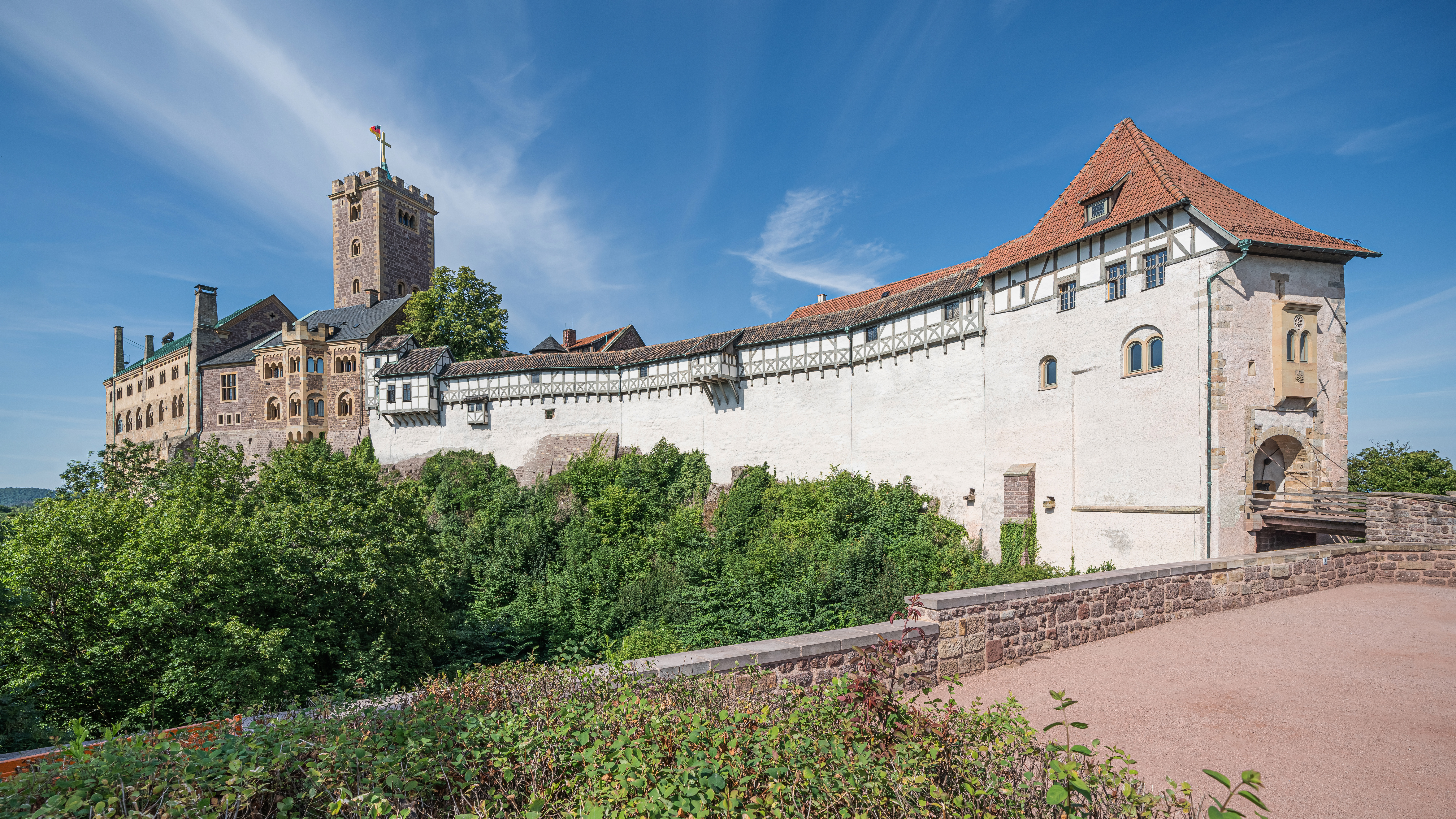
Slottet Wartburg i Eisenach.

Sachsen-Eisenach var ett ernestinskt hertigdöme i Tysk-romerska riket. Dess residensstad var Eisenach i nuvarande Thüringen.
Det bildades ursprungligen 1596 och kom slutligen att omfatta amten Lichtenberg och Kaltennordheim, Fuldadistrikten Geisa och Dermbach, hessiska amten Vacha, Frauensee och Völkershausen samt riddaramtet Lengsfeld. 
Sachsen-Eisenach hörde i äldre tider till Thüringen, kom 1440 till Sachsen och vid delningen 1485 till detta lands ernestinska linje. Familjer av denna linje regerade i Eisenach till 1809, då furstendömet, tillsammans med Sachsen-Weimar, slogs samman till Sachsen-Weimar-Eisenach, i vilket det utgjorde två förvaltningsområden.

Hertigdömet är bland annat känt för att Johann Sebastian Bach föddes och verkade där.

## Regenter
- Johan Ernst av Sachsen-Eisenach (1596–1638)
- Albrekt av Sachsen-Eisenach (1640–1644)
- Adolf Vilhelm av Sachsen-Eisenach (1662–1668)
- Vilhelm August av Sachsen-Eisenach (1668–1671)
- Johan Georg I av Sachsen-Eisenach (1671–1686)
- Johan Georg II av Sachsen-Eisenach (1686–1698)
- Johan Vilhelm III av Sachsen-Eisenach (1698–1729)
- Ernst August I av Sachsen-Weimar (1707–1748)

I personalunion med Sachsen-Weimar efter 1741
- Ernst August II av Sachsen-Weimar (1748–1758)
- Karl August av Sachsen-Weimar (1758–1809)

I realunion med Sachsen-Weimar som Sachsen-Weimar-Eisenach från och med 1809

## Källa
- Eisenach i Nordisk familjebok (andra upplagan, 1907)